# تامس د کوئینسی

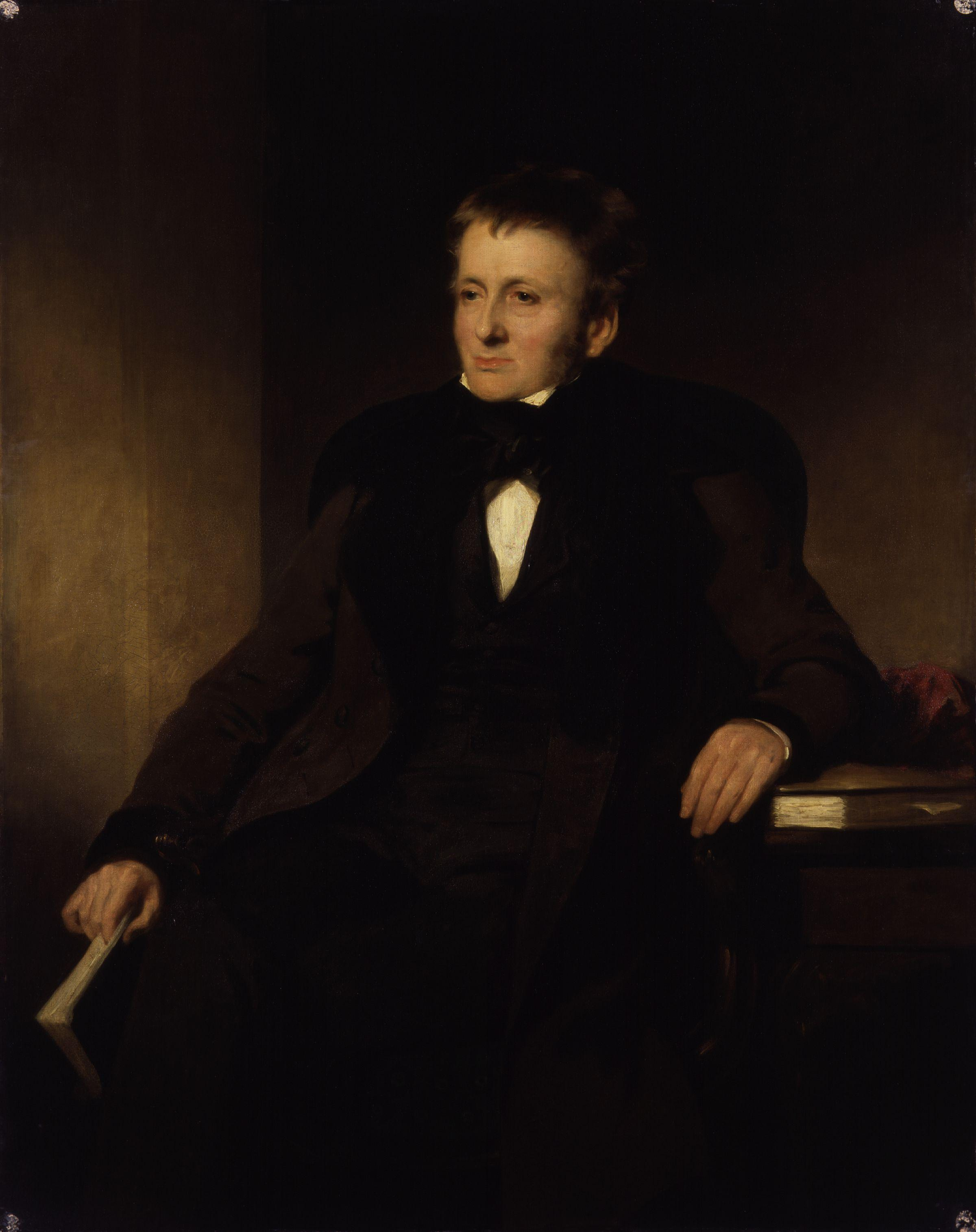
پرترهٔ د کوئینسی

تامس پنسن د کوئینسی (به انگلیسی: Thomas Penson De Quincey) (۱۵ اوت ۱۷۸۵ – ۸ دسامبر ۱۸۵۹) مقاله‌نویس اهل انگلستان بود که عمده شهرتش را مدیون یکی از مقاله‌هایش با عنوان اعترافات یک تریاک‌خور انگلیسی (منتشرشده در ۱۸۲۱) است. 
برخی محققان بر این باورند که د کوئینسی با انتشار این اثر آغازگر سنت ادبیات اعتیاد در غرب بود.